# Stactolaema
A Stactolaema a madarak (Aves) osztályának a harkályalakúak (Piciformes) rendjébe, ezen belül a Lybiidae családjába tartozó nem.

## Rendszertani besorolásuk
Ez a madárnem az összes családbeli rokonával együtt, korábban a tukánfélék (Ramphastidae) családjába volt besorolva; később pedig a bajuszosmadárfélék (Capitonidae) közé helyezték; azonban manapság ezek a madárnemek megkapták a saját afrikai elterjedésű madárcsaládjukat.

## Előfordulásuk
A Stactolaema-fajok széles körben elterjedtek a Szahara alatti, trópusi Afrikában, főleg eme kontinens keleti és déli részein, csak a S. anchietae elterjedési területe nyúlik nyugatra, egészen Angoláig.

## Rendszerezés
A nembe az alábbi 4 faj tartozik:
- Stactolaema anchietae (Barboza du Bocage, 1869)
- fehérfülű bajszika (Stactolaema leucotis) (Sundevall, 1850)
- Stactolaema olivacea (Shelley, 1880)
- Stactolaema whytii (Shelley, 1893)